# Antón Villar Ponte
Antón Villar Ponte,

 o, més rarament, Antón Vilar Ponte

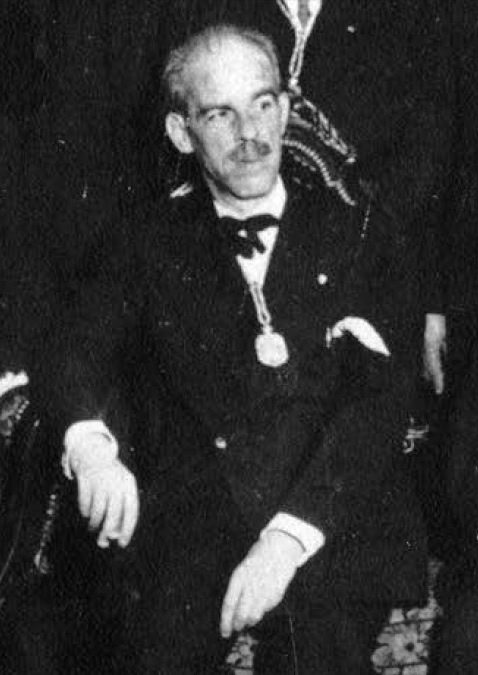
Villar Ponte, 1934.

 (Viveiro (Lugo, Galícia), 2 d'octubre de 1881 - La Corunya, 4 de març de 1936) va ser un escriptor en gallec, periodista i polític gallec. Va ser un dels principals capdavanters del galleguisme de preguerra. Fill de Ponancio Villar i Melchora Ponte. Va estudiar el batxillerat en l'Institut de Lugo i la carrera de Farmàcia en la Universitat de Santiago de Compostel·la. Va exercir breument a Foz (Lugo), on començaria les seves col·laboracions periodístiques abans de marxar a Madrid per a treballar exclusivament com a periodista. Després va marxar a Cuba, on romandria diversos anys dedicat al periodisme a l'Havana i Camagüey, tornà a Galícia en 1916, on va començar a treballar com redactor a La Voz de Galicia. Aquest mateix any lidera la creació de les Irmandades da Fala, amb la fundació de la primera Irmandade a La Corunya, encarregant-se del seu òrgan d'expressió, el periòdic A Nosa Terra. En 1929 amb Santiago Casares Quiroga fou un dels fundadors de l'Organització Republicana Gallega Autònoma (ORGA), sent el representant més destacat del sector galleguista del partit. Després de la proclamació de la Segona República, va ser escollit en 1931 diputat per l'ORGA a les Corts Constituents. No obstant això, en 1934, abandona l'ORGA (llavors Partido Republicano Gallego, que poc després s'integraria a Izquierda Republicana) i s'integra en el Partit Galleguista, pel qual sortiria elegit diputat novament el 1936, a les llistes del Front Popular. No va arribar a prendre possessió de l'acta de diputat, ja que va morir al març d'una perforació gàstrica.

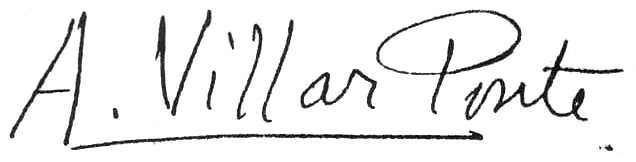
Firma

## Obra
Periodista incansable, va escriure en nombrosos periòdics: A Nosa Terra, Nós, La Voz de Galicia, El Pueblo Gallego, El Noroste... Va escriure assajos polítics com «Nacionalismo galego: a nosa afirmación rexonal». Amb Ramón Cabanillas va escriure una comèdia titulada «O mariscal» (1926), sobre l'execució del mariscal Pero Pardo de Cela per part dels Reis Catòlics a les portes de la catedral de Mondoñedo, presentada com la venjança del poder central castellà contra els senyors feudals gallecs. També destaca «O tríptico teatral» (1928), que comprèn: «A pàtria do labrego», «Ànimas mortas» i «Entre dous abismes», així com «Os evanxeos da risa absoluta» (1934).